# Шамонг Тауншип (Нью-Джерсі)
Шамонг Тауншип (англ. Shamong Township) — селище (англ. township) в США, в окрузі Берлінгтон штату Нью-Джерсі. Населення — 6460 осіб (2020).

## Демографія
Згідно з переписом 2010 року, у селищі мешкало 6490 осіб у 2168 домогосподарствах у складі 1825 родин. Було 2227 помешкань
Расовий склад населення:
| - 96,9 % — білих - 0,9 % — чорних або афроамериканців - 0,6 % — азіатів - 0,2 % — корінних американців |

До двох чи більше рас належало 1,2 %. Частка іспаномовних становила 2,3 % від усіх жителів.
За віковим діапазоном населення розподілялося таким чином: 26,8 % — особи молодші 18 років, 63,4 % — особи у віці 18—64 років, 9,8 % — особи у віці 65 років та старші. Медіана віку мешканця становила 41,9 року. На 100 осіб жіночої статі у селищі припадало 97,4 чоловіків;  на 100 жінок у віці від 18 років та старших — 98,3 чоловіків також старших 18 років.
Середній дохід на одне домашнє господарство  становив 101 405 доларів США (медіана — 94 777), а середній дохід на одну сім'ю — 112 105 доларів (медіана — 106 288). Медіана доходів становила 72 225 доларів для чоловіків та 45 417 доларів для жінок. За межею бідності перебувало 4,7 % осіб, у тому числі 8,6 % дітей у віці до 18 років та 2,9 % осіб у віці 65 років та старших.
Цивільне працевлаштоване населення становило 3454 особи. Основні галузі зайнятості: освіта, охорона здоров'я та соціальна допомога — 25,4 %, науковці, спеціалісти, менеджери — 14,7 %, мистецтво, розваги та відпочинок — 10,0 %, роздрібна торгівля — 9,5 %.